# Stephen Carpenter (muzyk)
Stephen Carpenter (ur. 3 sierpnia 1970 w Sacramento w stanie Kalifornia) – amerykański muzyk, kompozytor i gitarzysta. Carpenter jest współzałożycielem oraz wieloletnim gitarzystą grupy muzycznej Deftones.
W 2004 roku muzyk został sklasyfikowany na 60. miejscu listy 100 najlepszych gitarzystów heavymetalowych wszech czasów według magazynu Guitar World.

## Instrumentarium
| Gitary - ESP Stephen Carpenter 7-String Stef-7 Electric Guitar - ESP LTD SC-608B Stephen Carpenter Baritone 8 string guitar - ESP LTD Stephen Carpenter 7-String SC-207 Electric Guitar - ESP LTD SC-208 Stephen Carpenter 8-String Electric Guitar - ESP LTD SC-607B 7-String Baritone Electric Guitar Wzmacniacze i kolumny głośnikowe - Marshall JCM 800 Heads - Marshall 9200 Dual MonoBlock Power Amp - Marhsall EL34 100/100 Power Amps - Marshall 1960B Straight Cabinets / 4x12 Struny i kostki gitarowe - Ernie Ball .011-.059 Gauge Strings - 1 mm Dunlop Tortex Picks |  | Efekty - Zvex machine wah and fuzz factory - Digitech Whammy - Electro-Harmonix Bass micro synthesizer - Boss PS-5 Super Phase Shifter - Boss RV-3 Digital Reverb/Delay - Boss CE-5 Chorus Ensemble - Boss CH-1 Super Chorus - Boss DD-3 Digital Delay - Boss FL-2 Flanger - Whirlwind A/B box - Boss FZ-2 Fuzz / Boost - Boss OC-2 Octave - Boss TR-2 Tremolo Pan - Rocktron All Access Midi Foot Controller - ADA MP-1 Midi Preamp - Korg DTR-1 Rack Tuner - Marshall JMP-1 Midi Preamp - Rocktron Patchmate Switcher / Router - Rocktron Replifex Multi-FX - Native Instruments Guitar Rig - Line 6 POD XT Pro - Furman Power Conditioners - TC Electronic 2290 Signal Processor - Ernie Ball Volume |

## Dyskografia
Sol Invicto
- Unidose (EP) (2008, Altered Beats.)
- Carrion (2008 Altered Beats.)